# مطار غات
مطار غات (إياتا: GHT، إيكاو: HLGT) هو مطار داخلي يخدم مدينة غات في ليبيا.

## شركات الطيران
| شركات الطيران         | الوجهات |
| --------------------- | ------- |
| الخطوط الجوية الليبية | طرابلس  |